# Rząd Gyuli Andrássyego

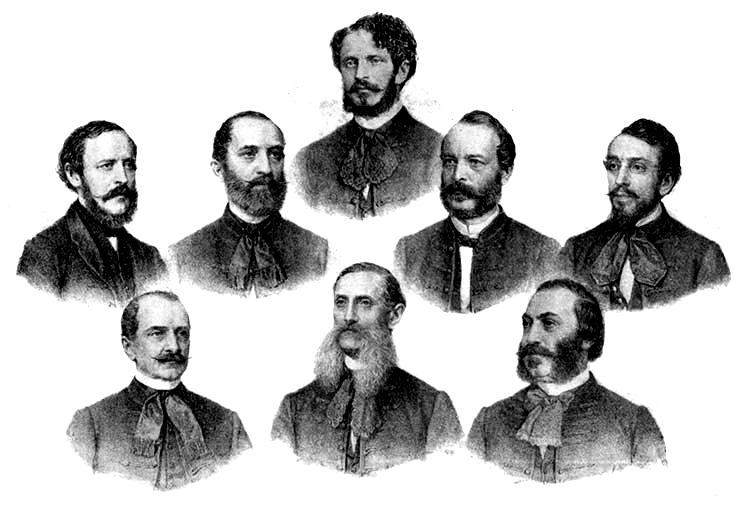
Rząd Andrassyego

Rząd Gyuli Andrássyego – rząd Królestwa Węgier, działający od 17 lutego 1867 do 14 listopada 1871, pod przewodnictwem premiera Gyuli Andrássyego.
Był to pierwszy rząd węgierski w nowo utworzonym państwie – Austro-Węgrzech.